# Мельников, Иван Валерьевич
Иван Валерьевич Мельников (9 января 1997, Домодедово, Россия) — российский футболист, полузащитник и защитник.

## Биография
Воспитанник СДЮШОР «Юность Москвы — Торпедо» имени В. Воронина. В сентябре 2010 — апреле 2011 обучался в Академии «Спартака» имени Фёдора Черенкова. В сезоне 2014/15 играл за молодёжный состав московского «Торпедо». 20 июля 2015 дебютировал в основном составе в игре Первенства ПФЛ против белгородского «Энергомаша», за два сезона провёл в первенстве 35 игр, забил один мяч. 16 июня 2017 подписал трёхлетний контракт с клубом российской премьер-лиги «Амкар». Дебютировал 29 октября в домашней игре 15-го тура против «Урала» (1:1), выйдя на замену на 72-й минуте вместо Алихана Шаваева. В сезоне 2018/19 повёл пять матчей за «Шинник» в ФНЛ, в сезоне 2019/20 — 8 матчей за «Тюмень» в ПФЛ. В 2020 и 2021 годах играл за «Сахалинец» в чемпионате и Кубке Москвы в рамках III дивизиона (ЛФК). С лета 2021 года в течение полутора сезонов играл за «Пересвет» во Второй лиге.